# Unia Ewangelikalna w Rzeczypospolitej Polskiej
Unia Ewangelikalna w Rzeczypospolitej Polskiej – zarejestrowany w Polsce od 2004 związek wyznaniowy o charakterze ewangelikalnym z siedzibą we Wrocławiu.

## Cele i organizacja
Za cel swojej działalności związek wyznaniowy przyjął „wszechstronne wspieranie środowisk ewangelikalnych w Rzeczypospolitej Polskiej w głoszeniu Słowa Bożego, sprawowaniu kultu religijnego i działalności misyjno-ewangelizacyjnej”.
Unia jest częścią międzynarodowej organizacji pod nazwą „Biblical Theological Seminary of Poland” (BST) z siedzibą w Little Rock w stanie Arkansas w USA.
Organami Unii jako całości są Zarząd Unii i Rada Unii. Zarząd i Rada obsadzane są przez BST. Głównym funkcjonariuszem Zarządu jest Sekretarz Zarządu Unii. Pierwszym chronologicznie Sekretarzem był Zygmunt Karel. W 2015 stanowisko to zajmował Wojciech Szczerba. W skład Rady wchodzi m.in. rektor Ewangelikalnej Wyższej Szkoły Teologicznej we Wrocławiu, która jest podmiotem utworzonym przez Unię.

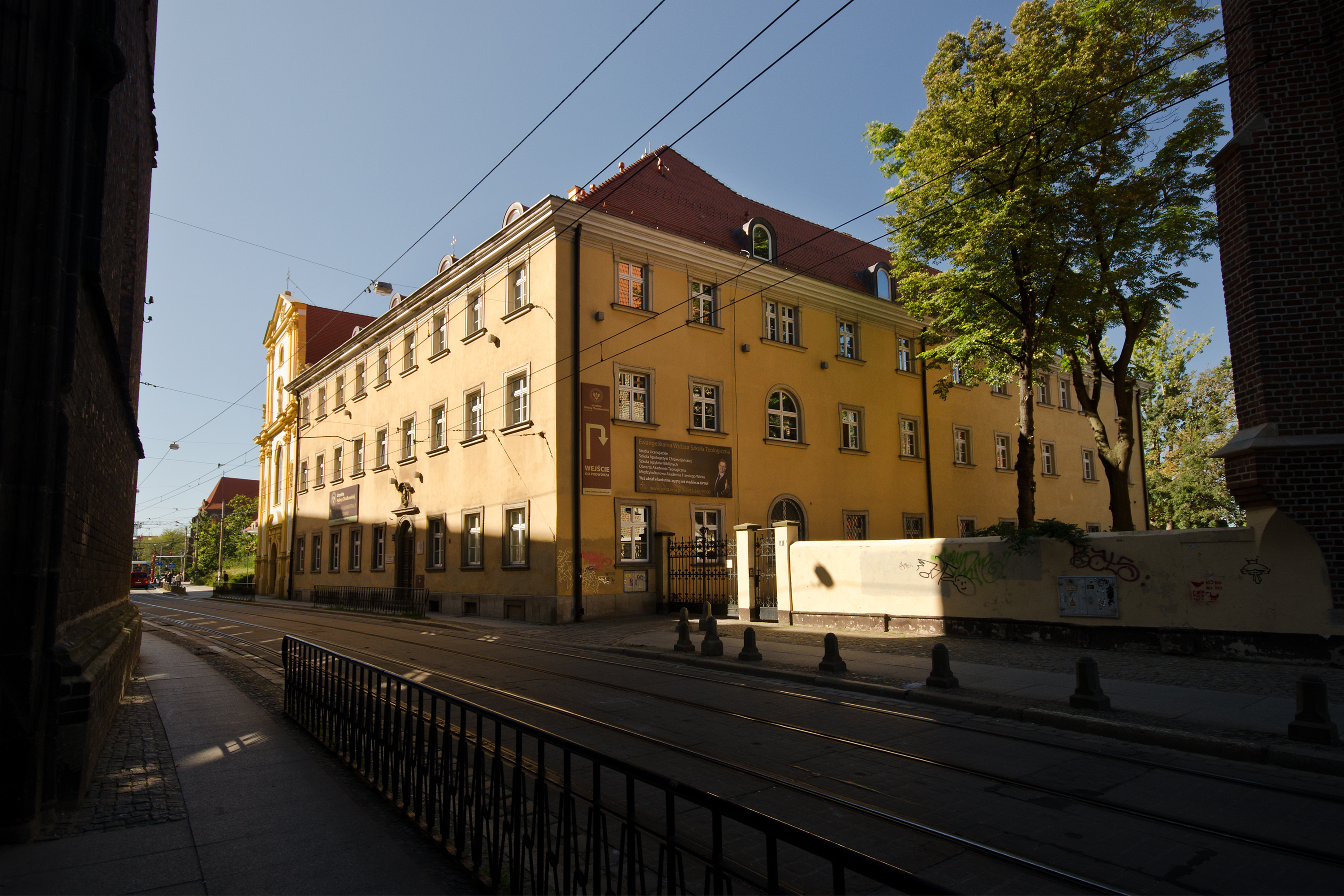
Ewangelikalna Wyższa Szkoła Teologiczna we Wrocławiu

Terenowymi jednostkami Unii są Placówki Misyjne.
Duchownymi Unii są pastorzy i misjonarze.

## Wyznanie wiary
Unia posiada wyznanie wiary w brzmieniu następującym:

Wierzymy w:
- Pismo Święte nadane przez Boga, natchnione, nieomylne, w pełni godne zaufania, najwyższy autorytet w sprawach wiary i postępowania;
- Jednego Boga, istniejącego od wieków w trzech osobach: Ojca, Syna i Ducha Świętego;
- Jezusa Chrystusa, naszego Pana, Wcielonego Boga, w Jego narodzenie z Dziewicy, bezgrzeszne życie, boskie cuda, zastępczą i przebłagalną śmierć, cielesne zmartwychwstanie, wniebowstąpienie, wstawienniczą służbę oraz Jego powrót w mocy i chwale;
- Zbawienie zgubionego i grzesznego człowieka dzięki przelanej krwi Pana Jezusa Chrystusa przez wiarę, nie przez uczynki, oraz w odrodzenie za sprawą Ducha Świętego;
- Ducha Świętego, który zamieszkując w wierzących umożliwia im święte życie, składanie świadectwa oraz służbę Panu Jezusowi Chrystusowi;
- Jedność w Duchu wszystkich prawdziwie wierzących, Kościół jako Ciało Chrystusa;
- Zmartwychwstanie zarówno zbawionych jak i zgubionych: zbawionych do życia, a zgubionych na potępienie.